# Niphona orientalis
Niphona orientalis es una especie de escarabajo longicornio del género Niphona, tribu Pteropliini, subfamilia Lamiinae. Fue descrita científicamente por Breuning en 1938.

## Descripción
Mide 14 milímetros de longitud.

## Distribución
Se distribuye por Tanzania.